# Era di Planck
In cosmologia, l'era di Planck è il brevissimo periodo della durata del tempo di Planck, 10−44 secondi, successivo all'istante zero della storia dell'universo, il Big Bang. Prende il nome dal fisico Max Planck.
In questo intervallo di tempo le quattro interazioni fondamentali (elettromagnetica, debole, forte e gravità) erano probabilmente unificate, il che implica che dovessero avere valori paragonabili. L'universo neonato doveva trovarsi in uno stato estremamente caldo, denso ed evolventesi verso una  rottura della simmetria (con la separazione graduale delle forze fondamentali) e il periodo dell'inflazione cosmica.

## Aspetti teorici
Data la presenza di enormi valori delle forze in gioco e soprattutto di distanze inferiori alla lunghezza di Planck (pari a 1,616×10−35 m), durante questo brevissimo periodo di tempo le predizioni della relatività generale, che descrive la gravità, non sono più applicabili e occorre tener conto delle fluttuazioni quantistiche, integrando la gravità con le altre forze fondamentali, descritte dalla meccanica quantistica. Questa unificazione è attesa da una nuova teoria di gravità quantistica.